# Замок Кілкліф
Замок Кілкліф (англ. — Kilclief Castle, ірл. — Caislean Cill Cléithe) — Кашлєн Кілл Клехе — один із замків Ірландії, розташований в графстві Даун, Північна Ірландія. Замок стоїть біля озера Странгфорд-Лох, в 2,5 милях від селища Странгфорд. Замок баштового типу. Замок Кілкліф є одним із найдавніших замків в Лекейл, які збереглися до нашого часу. Нині замок є пам'яткою історії та архітектури і охороняється державою.

## Історія замку Кілкліф
Замок Кілкліф є найдавнішим замком баштового типу, що були збудовані в землях Лекейл. Замок був побудований в 1412 році.
Замком Кілкліф спочатку володів Джон Селі, що, як кажуть, побудував замок. Джон Селі був єпископом графства Даун з 1429 по 1443 рік. У 1443 році єпископ був вигнаний і позбавлений своїх володінь і сану. Потім замком володіла Летиція Вейлі Саваж — одружена жінка аристократичного походження. Летиція Саваж також жила в Смізін-апон-Даун. Вона була пристрасною колекціонеркою рідкісної кераміки.
Замок Кілкліф під час Дев'ятирічної війни в Ірландії був зайнятий англійським гарнізоном під командою Ніколаса ФітцСімона з 1601 до 1602 року.

## Особливості архітектури
Замок являє собою чотириповерхову споруду. Перший поверх являє собою кам'яне з двома виступаючими вежами. Одна вежа (на південному сході) містить гвинтові сходи, а друга (на північному сході) має низку кімнат з на третьому та четвертому поверхах. Ці виступаючі вежі з'єднані на рівні даху з високою навісною аркою. Є ступінчасті зубці. Як і в замку Джорданії, на першому поверсі є камера з напівкруглим склепінням. На другому поверсі, що побудований в ХІІІ столітті і з'єднаний з сусідньою церквою був камін. Є два вікна в східній стіні — це сучасна реконструкція.
Замок в даний час утримується державою. Замок відкритий для відвідування публікою. Екскурсії організовуються в липні і серпні.